# Chromoplana bella
Espèce
Chromoplana bella est une espèce de vers plats marins, du genre Chromoplana (famille des Chromoplanidae). 

## Systématique
Le nom valide complet (avec auteur) de ce taxon est Chromoplana bella Bock, 1922.